# Gloucestershire
Gloucestershire er et county i England South West England. Countyet indeholder en del af Cotswold Hills, en del af den flade frugtbare dal ved Severn og hele Forest of Dean.
County town er byen Gloucester, og andre vigtige byer inkluderer Cheltenham, Cirencester, Stroud og Tewkesbury.
Når det betragtes som et  ceremonielt grevskab grænser det op til det walisiske grevskab Gwent i Wales (nu Monmouthshire) mod vest og i England det ceremonielle grevskab Herefordshire mod nordvest, Worcestershire mod nord, Warwickshire mod nordøst, Oxfordshire mod øst, Wiltshire mod syd og Bristol og Somerset mod sydvest. Ceremonielt inkluderer det området der dækkes af South Gloucestershire enhedslige myndighed.

## Byer

### Cities
- Gloucester

### Byer
- Berkeley
- Bradley Stoke
- Cheltenham
- Chipping Campden
- Chipping Sodbury
- Cinderford
- Cirencester
- Coleford
- Dursley
- Emersons Green
- Fairford
- Filton
- Kingswood
- Lechlade
- Lydney
- Minchinhampton
- Mitcheldean
- Moreton-in-Marsh
- Nailsworth
- Newent
- Northleach
- Painswick
- Patchway
- Quedgeley
- Stonehouse
- Stow-on-the-Wold
- Stroud
- Tetbury
- Tewkesbury
- Thornbury
- Winchcombe
- Wotton-under-Edge
- Yate

Forstæder til Stroud:
- Cainscross

Byen Monmouthshire med forstæder i Gloucestershire:
- Chepstow

## Seværdigheder
Seværdigheder i Gloucestershire inkluderer
- Badminton House, residens for hertugerne af Beaufort
- Berkeley Castle, et eksempel på et feudalsk fæstning.
- Beverston Castle
- Chavenage House
- Cheltenham Town Football Club
- Clearwell Caves
- Dean Forest Railway
- Dyrham Park
- Edward Jenner's House
- Gloucester Cathedral
- Gloucester Rugby
- Gloucestershire Warwickshire Railway
- Gloucester to Newport Line jernbanelinje med udsigt
- Hailes Abbey
- Newark Park
- Owlpen Manor
- Rodborough and Minchinhampton Commons
- Snowshill Manor
- Sudeley Castle, gravsted for Catherine Parr, kong Henrik 8.'s dronning.
- Stanway House
- Themsen
- Rodmarton Manor
- Severn Bore
- Tewkesbury Abbey
- Tewkesbury Medieval Festival
- Tyndale Monument
- Wildfowl and Wetland Trust, Slimbridge
- Westbury Court Garden
- Woodchester Mansion

Naturområder i Gloucestershire inkluderer:
- Forest of Dean 
  - Puzzlewood
- Wye Valley